# هورن هیل (آلاباما)
هورن هیل (به انگلیسی: Horn Hill) شهری در شهرستان کاوینگتون ایالت آلاباما است که مساحت آن ۶٫۷۵ کیلومتر مربع است و در سرشماری سال ۲۰۱۰ میلادی، ۲۲۸ نفر جمعیت داشته و تراکم جمعیتی آن، ۳۳٫۷۸ نفر در هر کیلومتر مربع بوده است.